# Fútbol en Finlandia

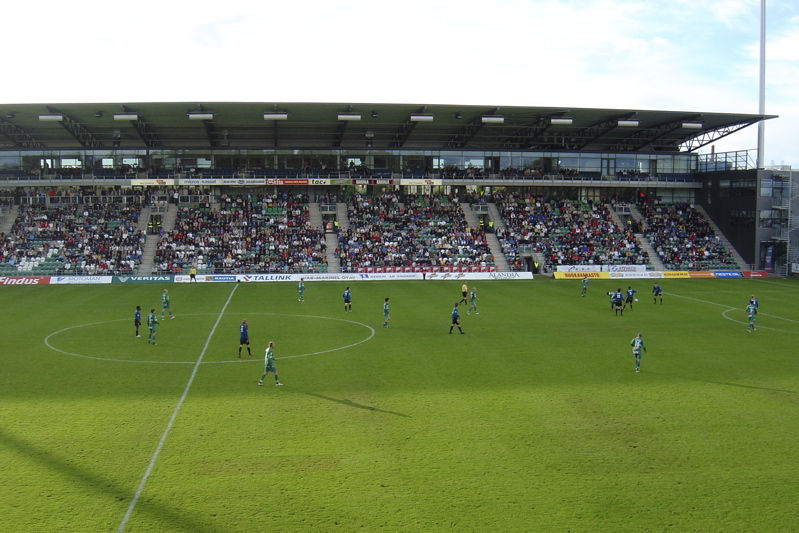
Partido entre el Turun Palloseura e Inter Turku.

El fútbol es uno de los deportes más populares en Finlandia. A diferencia de la inmensa mayoría de Europa, en Finlandia el deporte más seguido y practicado es el hockey sobre hielo y, por detrás, se sitúa el fútbol. Sin embargo, el fútbol vence al hockey sobre hielo en número de jugadores registrados (115 000 frente a 60 000 respectivamente) y como pasatiempo popular (160 000 vs 90 000 en adultos y 230 000 frente a 105 000 en los jóvenes). Es el pasatiempo más popular entre los niños de 3-18 años, mientras que el hockey sobre hielo es el noveno. El fútbol está en constante aumento, especialmente entre las niñas y las mujeres, donde la tasa de crecimiento anual ha sido últimamente de más del 10 por ciento. En la temporada 2006-07, el 19,9 por ciento de los jugadores registrados eran mujeres. La Federación de Fútbol de Finlandia (Palloliitto) tiene aproximadamente un millar de clubes entre sus miembros. De acuerdo con una encuesta de Gallup, cerca de 400 000 personas incluyen el fútbol en sus hobbies.

## Historia
El fútbol fue introducido en Finlandia en la década de 1890 por marineros ingleses, y se jugó por primera vez en Turku. El primer campeonato nacional fue creado en 1906 y fue conseguido por un equipo de la escuela de Turku. La Federación de Fútbol de Finlandia fue fundada en 1907, y se unió a la FIFA al año siguiente. Debido a la condición de un nivel históricamente bajo del deporte en Finlandia, el país nunca ha sobresalido en el fútbol. Sólo a partir de la década de 1980, debido a la reactivación del fútbol finlandés, se ha producido en el país la aparición de estrellas internacionales como Jari Litmanen, Antti Niemi, Sami Hyypiä, Mikael Forssell, Mixu Paatelainen, Teemu Tainio y Jussi Jääskeläinen.

## Competiciones oficiales entre clubes
- Veikkausliiga: es la primera división del fútbol finés. Fue fundada en 1990 y está compuesta por 12 clubes.
- Ykkönen: es la segunda división en el sistema de ligas finés. Está compuesta por 10 clubes, de los cuales el campeón asciende a la Veikkausliiga.
- Kakkonen: es la tercera división en el sistema de ligas de Finlandia. Está compuesta por 40 clubes divididos en cuatro grupos. Los campeones de cada grupo ascienden a la Ykkönen.
- Kolmonen: es la cuarta división del sistema de ligas finlandés. Está compuesta por 104 clubes divididos en nueve grupos. Los campeones de cada grupo ascienden a la Kakkonen.
- Nelonen: es la quinta división del sistema de ligas finés. Está compuesta por 159 clubes divididos en catorce grupos de 9 a 12 equipos. Los campeones de cada grupo ascienden a la Kolmonen.
- Vitonen: es la sexta división del sistema de ligas finlandés. Está compuesta por 228 clubes divididos en 22 grupos de 7 a 19 equipos. Los campeones de cada grupo ascienden a la Nelonen.
- Kutonen: es la séptima división del sistema de ligas finlandés. Está compuesta por 265 clubes divididos en 27 grupos de 5 a 16 equipos. Los campeones de cada grupo ascienden a la Vitonen.
- Seiska: es la octava división del sistema de ligas finlandés. Está compuesta por 30 equipos divididos en dos grupos y participan clubes sólo del distrito de Helsinki.
- Copa de Finlandia: es la copa nacional del fútbol finés, organizada por la Federación de Fútbol de Finlandia y cuyo campeón tiene acceso a disputar la UEFA Europa League.
- Copa de la Liga de Finlandia: competición que enfrenta durante la pretemporada a los doce clubes de la Veikkausliiga.

## Selecciones de fútbol de Finlandia

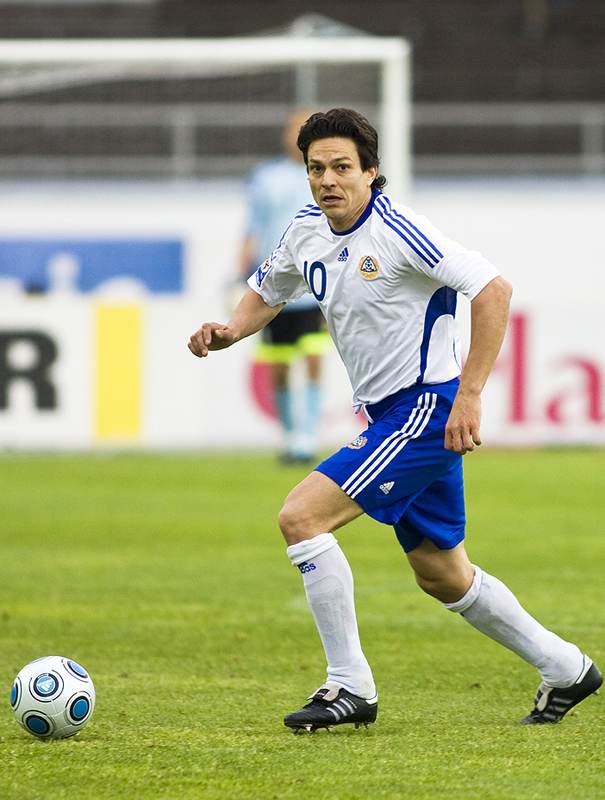
Jari Litmanen durante un partido con Finlandia.

### Selección absoluta de Finlandia
La selección de Finlandia, en sus distintas categorías está controlada por la Federación de Fútbol de Finlandia.
La selección de Finlandia disputó su primer partido oficial el 22 de octubre de 1911 en Helsinki, por aquel entonces capital del Gran Ducado de Finlandia que pertenecía al Imperio ruso, y se enfrentó a Suecia, partido que vencieron los visitantes por 2-5. Hasta el momento, Finlandia no ha participado en ninguna fase final de Copas del Mundo ni Eurocopas.
El centrocampista Jari Litmanen es el jugador que más internacionalidades cuenta con Finlandia (137) y es el máximo goleador de la selección finlandesa con 32 goles.

### Selección femenina de Finlandia
La selección finlandesa femenina disputó su primer partido internacional el 25 de agosto de 1973 frente a Suecia en un partido disputado en Mariehamn que acabó con empate a cero. La selección femenina finlandesa ha participado en nueve Eurocopas, debutando en 1984 y logrando su mejor resultado, las semifinales, en 2005.